# Norman Simon

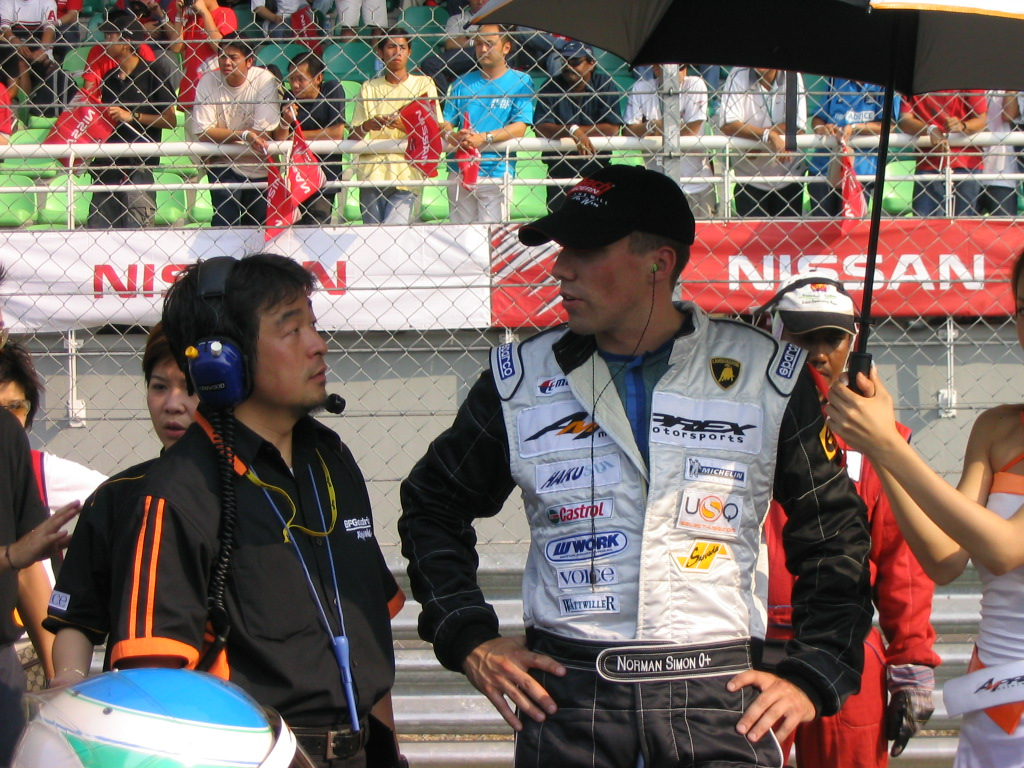
Norman Simon 2004

Norman Simon (* 7. Mai 1976 in Wiesbaden) ist ein ehemaliger deutscher Autorennfahrer.

## Karriere als Rennfahrer
Norman Simon fuhr schon als Teenager im Kartrennen. Er gewann 1991 den Titel in der deutschen Junior-Kart-Meisterschaft. (Dritter des Championats wurde Dirk Müller). Über die Formel Ford führte der Karriereweg im Monopostosport in die Formel Opel. 1996 gewann er gemeinsam mit Pierre Kaffer für das Team Deutschland den Nations Cup. Bis 1999 war er in unterschiedlichen Formel-3-Serien aktiv. 1997 wurde er hinter Nick Heidfeld, Timo Scheider, Alexander Müller und Wolf Henzler Gesamtfünfter der Deutschen-Formel-3-Meisterschaft. 1999 fuhr er für Coloni Motorsport fünf Rennen in der Internationalen Formel-3000-Meisterschaft, blieb dabei aber erfolglos.
2000 wechselte Simon in den Sport- und Tourenwagensport. Er startete in der American Le Mans Series, der FIA-GT-Meisterschaft und in Japan in der Super GT. 2002 wurde er hinter James Kaye Gesamtzweiter in der Produktionswagen-Klasse der British Touring Car Championship. Norman Simon ging sowohl beim 12-Stunden-Rennen von Sebring als auch beim 24-Stunden-Rennen von Le Mans an den Start, konnte sich jedoch bei insgesamt fünf Renneinsätzen nicht platzieren.

## Statistik

### Le-Mans-Ergebnisse
| Jahr | Team                  | Fahrzeug             | Teamkollege | Teamkollege            | Platzierung     | Ausfallgrund |
| ---- | --------------------- | -------------------- | ----------- | ---------------------- | --------------- | ------------ |
| 2002 | Spyker Cars N. V.     | Spyker C8 Double-12R | Peter Kox   | Hans Hugenholtz Junior | Ausfall         | Motorschaden |
| 2003 | ST Team Orange Spyker | Spyker C8 Double-12R | Tom Coronel | Hans Hugenholtz Junior | nicht klassiert |              |

### Sebring-Ergebnisse
| Jahr | Team            | Fahrzeug             | Teamkollege            | Teamkollege         | Platzierung | Ausfallgrund     |
| ---- | --------------- | -------------------- | ---------------------- | ------------------- | ----------- | ---------------- |
| 2000 | Pole Team       | Riley & Scott Mk III | Günther Blieninger     | Mark Simo           | Ausfall     | Kupplungsschaden |
| 2001 | RWS Motorsport  | Porsche 911 GT3-R    | Dieter Quester         | Philipp Peter       | Ausfall     | Aufhängung       |
| 2003 | Spyker Squadron | Spyker C8 Double 12R | Hans Hugenholtz Junior | Patrick van Schoote | Ausfall     | Motorschaden     |